# يزن نعيم
يزن نعيم، لاعب كرة قدم قطري من أصل فلسطيني يلعب حالياً في النادي الأهلي.

## الحياة الشخصية
ولد يزن في السعودية لأبوين فلسطينيين، وانتقل إلى قطر في سن مبكرة و حصل على الجنسية القطرية و هو شقيق اللاعب مهند نعيم.

## مسيرة اللاعب
يزن نعيم خريج أكاديمية أسباير ومثل المنتخب القطري تحت 20 عامًا و لعب في النادي الأهلي و أعير إلى نادي أم صلال في صيف عام 2019 .

## روابط خارجية
- يزن نعيم على موقع Soccerway.com (الإنجليزية)